# 贝吕日
贝吕日（法語：Béruges，法語發音：[beʁyʒ]）是法国新阿基坦大区维埃纳省的一个市镇，属于普瓦捷区。

## 地理
贝吕日（46°34'3"N, 0°12'26"E）面积32.63 平方千米，位于法国新阿基坦大区维埃纳省，该省份为法国中西部省份，北起曼恩-卢瓦尔省和安德尔-卢瓦尔省，西接德塞夫勒省，南至夏朗德省，东南接上维埃纳省，东临安德尔省。
与贝吕日接壤的市镇（或旧市镇、城区）包括：坎赛、武讷伊苏比亚尔、方丹勒孔特、库隆比耶、武耶、布瓦夫尔拉瓦莱。

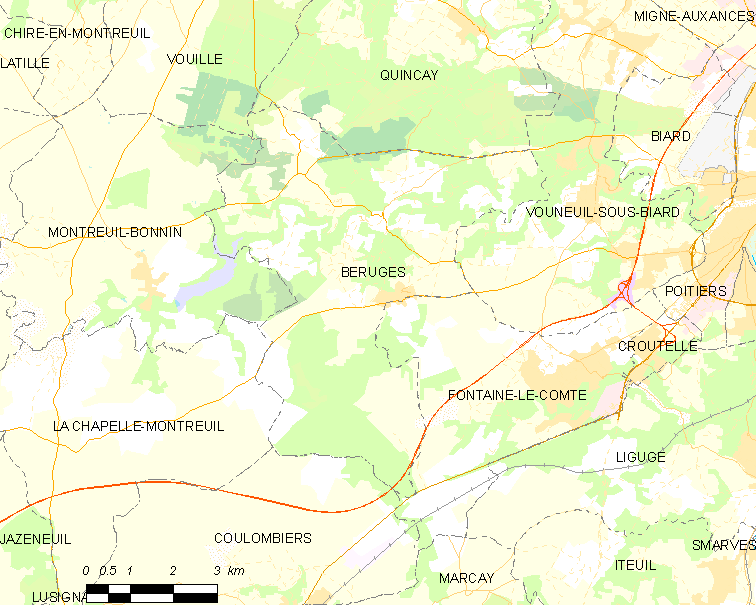
贝吕日的OSM定位图

贝吕日的时区为UTC+01:00、UTC+02:00（夏令时）。

## 行政
贝吕日的邮政编码为86190，INSEE市镇编码为86024。

## 政治
贝吕日所属的省级选区为武讷伊苏比亚尔县。

## 人口

1962-2008年间贝吕日人口变化图示

贝吕日于2022年1月1日时的人口数量为1538人。